# Thomas Alexander Browne
Thomas Alexander Browne, noto anche con lo pseudonimo di Rolf Boldrewood (Londra, 6 agosto 1826 – Melbourne, 11 marzo 1915), è stato uno scrittore australiano.
È noto soprattutto per il romanzo Robbery under arms (1888) che descrive con un'inimitabile drammaticità la vita in Australia.

## Opere
- My Run Home (1874)
- The Squatter's Dream: A Story of Australian Life (1875) [aka Ups and Downs : A Story of Australian Life]
- A Colonial Reformer (1876)
- Babes in the Bush (1877) [aka An Australian Squire]
- Robbery Under Arms (1882)
- The Sealskin Coat (1884–1885) [aka The Sealskin Mantle]
- The Crooked Stick, or, Pollie's Probation (1885) [aka The Final Choice, or, Pollie's Probation]
- The Sphinx of Eaglehawk: A Tale of Old Bendigo (1887)
- A Sydney-Side Saxon (1888)
- Nevermore (1889–90)
- The Miner's Right : A Tale of the Australian Goldfields (1890)
- A Modern Buccaneer (1894)
- Plain Living: A Bush Idyll (1898)
- War to the Knife', or Tangata Maori (1899)
- The Ghost-Camp, or, The Avengers (1902)
- The Last Chance: A Tale of the Golden West (1905)